# حبسيات
الحبسيات هو نوع في الأدب الفارسية يتحدث عن السجن. ظهر تحت حكم الغزنويين (977-1186) وازدهر بشكل خاص تحت الشيروانشاهيين (861-1538). أول شاعر معروف كتب فيه كان مسعود سعد سلمان (تُوفي في 1121) في الفترة الغزنوية.

## طالع أيضًا
- الروميات (شعر عربي، لعلها نوع مبكر من الحبسيات)
- الخمريات (غرض في الشعر العربي)
- الطرديات (غرض في الشعر العربي)